# يوكي أوكيناوا
يوكي أوكيناوا (باليابانية: 岡庭 裕貴) (3 يناير 1995 في طوكيو في اليابان – )؛ هو لاعب كرة قدم سابق كان يلعب كلاعب وسط.

## وصلات خارجية
- يوكي أوكيناوا على موقع رابطة كرة القدم اليابانية للمحترفين (اليابانية)
- يوكي أوكيناوا على موقع قاعدة بيانات كرة القدم.إي يو (الإنجليزية)
- يوكي أوكيناوا على موقع Soccerway.com (الإنجليزية)